# رسانه های اجتماعی در خدمات مالی
رسانه های اجتماعی با ارائه امکاناتی چون دسترسی جهانی، بهبود خدمات به مشتریان، پیشبرد راهبرد های تجاری و حتی ایجاد محصولات و خدمات جدید به مشتریان، بر بخش خدمات مالی تأثیر گذاشته اند.
شرکت‌های مالی با استفاده از رسانه‌های اجتماعی به‌عنوان بستر ارتباطی بلادرنگ، می‌توانند بر موانع جغرافیایی غلبه کنند و با ارتباط با مشتریان خود در سطح شخصی‌تر، به آنها در سراسر جهان دست یابند. رسانه های اجتماعی و فناوری به عنوان بخشی جدایی ناپذیر از زندگی روزمره، منجر به توسعه یک صنعت جدید، فناوری مالی (فین تک) شده اند.
رسانه‌های اجتماعی به  کانال بازاریابی اصلی برای برخی از شرکت‌ها، به‌ویژه شرکت‌های آنلاین وام‌دهی همتا به همتا (وام P2P) تبدیل شده‌اند. بنگاه های بزرگ سنتی نیز از رسانه های اجتماعی به عنوان راهی برای بازاریابی محصولات و خدمات خود استقبال می کنند شرکت‌هایی مانند Chase، Charles Schwab و امریکن اکسپرس موفقیت زیادی در استفاده از رسانه‌های اجتماعی به عنوان یک مزیت به نمایش گذاشته‌اند.
به خصوص پس از بحران مالی سال 2008، شرکت های مالی از رسانه های اجتماعی برای بازگرداندن اعتماد مشتریان خود استفاده می کنند.
با این حال، رسانه های اجتماعی می توانند خطراتی را برای یک شرکت ایجاد کنند. شرکت ها باید نگران اشتراک گذاری بیش از حد نظرات منفی ویروسی باشند.

## پلت فرم جهانی
با استفاده از فناوری ، شرکت ها می توانند بدون توجه به موقعیت جغرافیایی مشتریان با آنها تعامل داشته باشند. در حالی که شرکت‌ها می‌توانند با افراد بیشتری ارتباط برقرار کنند، راهبرد ایجاد نام تجاری آنها از سفارشی‌سازی به استاندارد تغییر کرده است. 
قبل از رواج فناوری، بیشتر بانک‌ها از برندسازی سفارشی استفاده می‌کردند که در آن فقط مشتریان منطقه خود را هدف قرار می‌دادند.
با این حال، بنگاه ها اکنون می‌توانند از فناوری برای فعالیت فراتر از موقعیت جغرافیایی خود استفاده کنند و تصویری ثابت از خود را در کشورهای مختلف با برندسازی استاندارد ایجاد وحفظ کنند.
شرکت‌های خدمات مالی با توانایی گسترش شهرت برند بطور ثابت در یک مکان جغرافیایی وسیع‌تر، می‌توانند از صرفه‌جویی های مقیاس در هزینه تبلیغات، پیچیدگی اداری کمتر، ورود کمتر به بازارهای جدید و یادگیری فرامرزی در شرکت بهره ببرند. 
بسیاری استدلال می کنند که بانکداری الکترونیکی به دلیل عدم تعامل انسان با انسان باعث شده است که مشتریان احساس دوری بیشتری از بانک خود کنند. 
مشتریان به جای رفتن به شعبه محلی و تعامل با بانک، اکنون می توانند بیشتر امور بانکی خود را به صورت آنلاین و حتی از طریق دستگاه های تلفن همراه انجام دهند. 
رسانه های اجتماعی راهی را برای شرکت ها فراهم کرده اند تا بار دیگر در سطح شخصی با مشتریان خود ارتباط برقرار کنند. بخش خدمات مالی از پلتفرم های رسانه های اجتماعی برای ایجاد ارزشی استفاده می کند که زمانی به صورت فیزیکی در شعب محلی یافت می شد. 
به عنوان مثال، یک بانک ممکن است از طریق صفحه فیس بوک خود، تصویری از یکی از کارمندان خود را با توضیح مختصری درباره وظایف و ارزش های شغلی او ارسال کند. این راهبرد تعامل انسان با انسان را دوباره برقرار می کند.

## بازار یابی

### وام P2P
رسانه های اجتماعی یک کانال بازاریابی مهم برای وام دهندگان P2P آنلاین هستند. از آنجایی که این شرکت ها به طور انحصاری به طور آنلاین فعالیت می کنند، منطقی است که به صورت آنلاین از طریق کانال های رسانه های اجتماعی بازار یابی کنند. آنها قادر به رشد و یافتن وام دهندگان و خریداران جدید با استفاده از شبکه های اجتماعی هستند.

### شرکت های بزرگ
در حالی که رسانه های اجتماعی ممکن است تمرکز اصلی بازاریابی در بنگاه های مالی سنتی نباشند، در سال های اخیر اهمیت بیشتری یافته اند. با استفاده از رسانه های اجتماعی، شرکت های خدمات مالی قادر به دستیابی به ارزشمند ترین مشتریان خود هستند. 
به گفته شرکت مشاوره گالوپ، مشتریانی که با بانک خود با استفاده از رسانه های اجتماعی تعامل دارند، به احتمال زیاد، 12 درصد بیشتر ثروتمند هستند و  به احتمال زیاد، 18 درصد بیشتر در حال ثروتمند شدن هستند.
علاوه بر دسترسی به مشتریان خود و ارائه خدمات از طریق رسانه های اجتماعی، شرکت ها همچنین می توانند از داده های جمع آوری شده از رسانه های اجتماعی برای بهبود فنون تجاری(فروش و بازاریابی) خود استفاده کنند.

## محصولات و خدمات جدید
رسانه‌های اجتماعی محصولات کاملاً جدیدی را برای بخش خدمات مالی ایجاد کرده‌اند، محصولات را متحول کرده و صنایع جدیدی مانند فین‌تک را از طریق ادغام فناوری اجتماعی و خدمات مالی توسعه داده‌اند. فین تک راهی برای ساده کردن خدمات مالی و سهولت استفاده و دسترسی به آنها است.
از آنجایی که این صنعت نسبت به بخش خدمات مالی تاسیس شده جدیدتر است، شرکت‌های فین‌تک عموماً نوپا هستند. اگرچه این شرکت ها در سراسر جهان در حال ظهور هستند،برجسته ترین شرکت های فین تک  در چین هستند، جایی که بانکداری دیجیتال، سرمایه گذاری و وام دادن به روند اصلی تبدیل شده است. 
به گفته شرکت مشاوره اکسنچر ، قریب به ۳۹۰ میلیون نفر در چین برای استفاده از بانکداری تلفن همراه ثبت نام کرده اند. این رقم بیشتر از جمعیت ایالات متحده است.فین تک اگرچه در ایالات متحده چندان محبوب نیست، اما برجسته ترین شرکت فین تک آمریکایی، ونمو، فناوری و خدمات مالی را در یک پلت فرم اجتماعی با هم ترکیب می کند.